# Districte de Jhelum

Mapa de situació

El districte de Jhelum (urdú ضلع جہلم) és una divisió administrativa del Panjab, al Pakistan. Segons el cens de 1998 la població era de 936.957 persones i la superfície de 3.587 km². La capital és la ciutat de Jhelum. El districte s'estén per la banda occidental del Jhelum quasi fins a l'Indus. Disposa de mines de sal a la serra de la Sal (centrada a Pind Dadan Khan), i té també dues mines de carbó.

## Administració

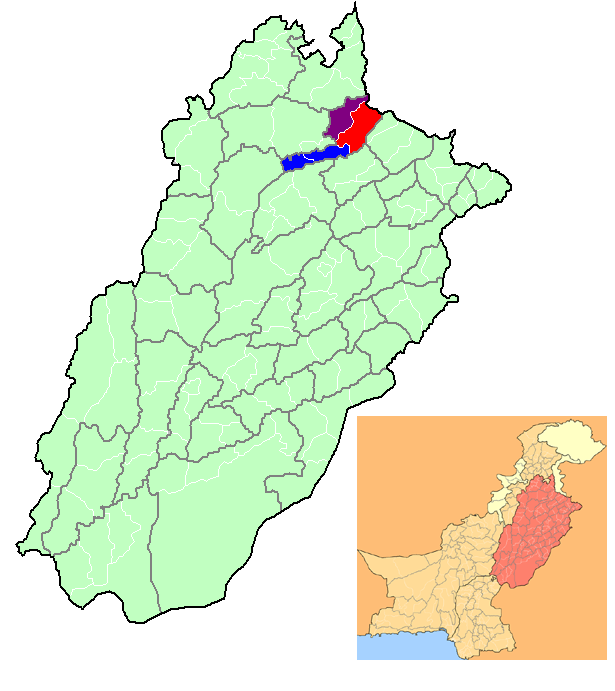
El tres tehsils que formen el districte de Jhelum

Està format per quatre tehsils subdividits en 54 "Union Councils": 
- Jhelum
- Sohawa
- Pind Dadan Khan
- Dina (de nova creació)

Les "Union Councils" (total 53) són:
- A Jhelum i Dina: Badlot, Boken, Chak Khasa, Chotala, Darapur, Dhanyala, Dina-I, Dina-II, Garh Mahal, Jehlum-I, Jhelum-II, Jhelum-III, Jhelum-IV, Jhelum-V, Jhelum-VI, Jhelum-VII, Kala Gujran, Khukha, Kotla Faqir, Madu Kalas, Monan, Mughalabad, Nakka Khurd, Nara, Pandori, Sanghoi, Sohan.

- A Pind Dadan Khan: Ahmedabad, Chak Shadi, Daulatpur, Dharyala Jalap, Golepur, Gujjar, Haranpur, Jalalpur Sharif, Kandwal, Khewra-I, Khewra-II, Lilla, P. D. Khan, Pindi Saidpur, Sauwal, Toba

- A Sohawa: Adrana, Domeli, Jajial, Kohali, Lehry, Nagial, Pail Bane Khan, Phulrey Sydan, Pind Matay Khan, Sohawa.

La llengua comuna és el panjabi però s'escriu l'urdú.

## Tribus i clans
Els principals clans jats són: Bhukar, Cheema, Dhamial, Ghuman, Gondal, Hal, Khingar, Khoti, Khatarmal, Mekan, Nagyal, Sipra, Thathaal i Toor. I els clans rajputs són: Akra, Bharat rajputs, Bhakral, Bhattis, Chauhans, Chib, Janjua rajputs, Khokhar rajputs, Jalap, Sials i Sohlan. Awans, Gakhars, Gujars, Caixmiris, Khokhars, Pathans, Lilles Qureshis, Phaphres Mughals, Maliars, Syeds i Shaykhs.

## Clima
El clima és extrem; a l'hivern molt fred i a l'estiu molt calorós. La pluja varia entre 48 i 69 mm per any. Les dades són:
| Temperatures i precipitacions mitjanes de Jhelum, Pakistan | Temperatures i precipitacions mitjanes de Jhelum, Pakistan | Temperatures i precipitacions mitjanes de Jhelum, Pakistan | Temperatures i precipitacions mitjanes de Jhelum, Pakistan | Temperatures i precipitacions mitjanes de Jhelum, Pakistan | Temperatures i precipitacions mitjanes de Jhelum, Pakistan | Temperatures i precipitacions mitjanes de Jhelum, Pakistan | Temperatures i precipitacions mitjanes de Jhelum, Pakistan | Temperatures i precipitacions mitjanes de Jhelum, Pakistan | Temperatures i precipitacions mitjanes de Jhelum, Pakistan | Temperatures i precipitacions mitjanes de Jhelum, Pakistan | Temperatures i precipitacions mitjanes de Jhelum, Pakistan | Temperatures i precipitacions mitjanes de Jhelum, Pakistan | Temperatures i precipitacions mitjanes de Jhelum, Pakistan |
| Mes                                                        | Gen                                                        | Feb                                                        | Mar                                                        | Abr                                                        | Mai                                                        | Jun                                                        | Jul                                                        | Ago                                                        | Set                                                        | Oct                                                        | Nov                                                        | Des                                                        | Any                                                        |
| ---------------------------------------------------------- | ---------------------------------------------------------- | ---------------------------------------------------------- | ---------------------------------------------------------- | ---------------------------------------------------------- | ---------------------------------------------------------- | ---------------------------------------------------------- | ---------------------------------------------------------- | ---------------------------------------------------------- | ---------------------------------------------------------- | ---------------------------------------------------------- | ---------------------------------------------------------- | ---------------------------------------------------------- | ---------------------------------------------------------- |
| Mitjana més altes °C (°F)                                  | 20 (68)                                                    | 22 (72)                                                    | 27 (81)                                                    | 33 (91)                                                    | 38 (100)                                                   | 40 (104)                                                   | 36 (97)                                                    | 34 (93)                                                    | 35 (95)                                                    | 33 (91)                                                    | 28 (82)                                                    | 21 (70)                                                    | 31 (87)                                                    |
| Mitjana més baixes °C (°F)                                 | 5 (41)                                                     | 8 (46)                                                     | 12 (54)                                                    | 18 (64)                                                    | 22 (72)                                                    | 26 (79)                                                    | 26 (79)                                                    | 25 (77)                                                    | 23 (73)                                                    | 17 (63)                                                    | 10 (50)                                                    | 6 (43)                                                     | 16 (62)                                                    |
| Precipitació mm (inches)                                   | 34 (1.3)                                                   | 50 (2)                                                     | 60 (2.4)                                                   | 36 (1.4)                                                   | 32 (1.3)                                                   | 52 (2)                                                     | 237 (9.3)                                                  | 221 (8.7)                                                  | 78 (3.1)                                                   | 12 (0.5)                                                   | 10 (0.4)                                                   | 30 (1.2)                                                   | 71 (32,2)                                                  |
| Font: Weatherbase març 2008                                |                                                            |                                                            |                                                            |                                                            |                                                            |                                                            |                                                            |                                                            |                                                            |                                                            |                                                            |                                                            |                                                            |

## Història
La tradició hindú diu que la serra de la Sal fou el refugi dels pandaves durant el seu exili. La lluita entre Alexandre el Gran i el rei Poros d'Hidaspes segurament ocorregué en aquest districte o no gaire lluny, però el punt exacte on el rei va passar el riu Hidaspes (modern riu Jhelum) és objecte de disputa; Cuningham pensa que va creuar a Jalaspur la qual identifica com Bucephala o Bucefàlia, i el lloc de la batalla amb Porus (sànscrit Purusa) a Mong, ja al districte de Gujrat prop de Chilianwala; V. A. Smith pensa en canvi que la batalla va tenir lloc a 15 km al nord-est de Jhelum (ciutat). Modernament s'identifica Jhelum amb Bucefàlia.
Després d'Alexandre les notícies escrites desapareixen fins al temps dels musulmans. Inicialment governaren els janjues (janjwa) i els jats, els primers a la serra de la Sal i els altres a l'altiplà al nord. Els janjwa eren rajputs i els jats podrien ser una derivació d'aquestos; els gakkhars representarien una primera onada de conqueridors procedents de l'oest (encara viuen a la part oriental del districte) i els awans haurien arribat més tard (i ara viuen a l'oest del districte). Al temps de la conquesta musulmans el grup dominant eren els gakhars, i van conservar la independència més o menys efectiva tant a Jhelum com al territori adjacent a Rāwalpindi.
Sota els mogols, els caps gakkhars foren vassalls de Baber i els seus successors, i considerats dels més lleials. Però amb l'ensorrament de la dinastia al segle xviii, Jhelum, com altres territoris, va caure en mans dels sikhs. El 1765 Gujar Singh, cap de la confederació Bhangi, va derrotar el darrer príncep gakhar i va sotmetre als muntanyesos de la Serra de la Sal i de les muntanyes Murri. El 1783 la fam va assolar el país. El seu fill Sahib Singh el va succeir en el poder (1788) fins al 1810 quan fou enderrocat per Ranjit Singh de Lahore. El govern sikh fou opressiu fiscalment, especialment amb les classes dominants, i les famílies principals dels janjua, gakhar i awan aviat van perdre les seves terres que van passar als seus antics dependents jats. El seu poder no va parar de declinar fins i tot sota domini britànic, i tots els terratinents o gairebé tots van desaparèixer o com a molt van restar caps de poble. Es van patir fams greus el 1813 i 1834.
El 1849 els britànics van annexionar Panjab i amb aquesta regió el territori de Jhelum que va esdevenir districte. Les tribus muntanyeses havien estat tan delmades per Ranjit Singh, que va presentar molt poca resistència.
El 1857 el 14è regiment d'infanteria nativa estacionat a Jhelum, es va amotinar i va defensar-se amb efectivitat d'una força enviada des de Rawalpindi; van fugir cap a Caixmir on foren capturats i desarmats per les autoritats locals. L'1 d'abril de 1904 el districte de Talagang fou segregat i unit al nou districte d'Attock.
Sota domini britànic fou part de la divisió de Rawalpindi al Panjab. La superfície del districte (1901) era de 7.286 km²; de natural dividit en tres parts, el nord-est, el nord-oest i el sud. El riu principal és i era el Jhelum; altres rius el Sohan (amb diversos afluents) i el Bunha. La població era:
- 1881: 494.499
- 1891: 514.090
- 1901: 501.424

Estava repartida en 4 ciutats i 888 pobles. Administrativament estava dividit en tres tahsils:
- Jhelum
- Pind Dadan Khan
- Chakwal

El tahsil de Jheum tenia una superfície de 2.300 km² amb una població el 1901 de 170.978, amb capital a la ciutat de Jhelum, que era també capital i principal ciutat del districte (14.951 habitants el 1901), seguida de Pind Dadan Khan (també municipalitat); Chakwal era àrea notificada. Els musulmans eren el 89% de la població i la llengua comuna el punjabi occidental.

## Arqueologia
Destaquen les restes del temple de Katas, del segle viii o ix, potser budista. Altres ruïnes religioses es troben a Malot i Shivganga; a Jhelum s'han trobat objectes grecs i un antic temple xaixmiri. Els antics forts de Rohtas, Girjhak i Kusak, a la serra de la Sal, són poc importants per la història militar.

## Nota
1. ↑  «Weatherbase: Historical Weather for Jhelum, Pakistan».   Weatherbase, 2008.